# Round Island (Mackinac County)
Round Island ist eine unbewohnte Insel im Huronsee im Mackinac County im US-Bundesstaat Michigan in den Vereinigten Staaten.
Sie liegt in der Mackinacstraße, der Wasserstraße die den Michigansee und den Huronsee miteinander verbindet.
Round Island liegt vor dem Hafen von Mackinac Island und die ca. 900.000 mit der Fähre anreisenden Mackinac-Island-Touristen fahren nah an der Insel vorbei. Im Südosten grenzt Round Island an die bewohnte Insel Bois Blanc Island. Die Strände der Insel sind generell steinig.
Die Indianer Nordamerikas nennen die Insel „Nissawinagong“.
Fast die gesamten 153 ha der Inselfläche bilden die Round Island Wilderness Area, einem Teil des Hiawatha National Forest. Round Island ist nominell Teil der Stadt Mackinac Island, wird aber praktisch vom United States Forest Service betreut.
Das einzige Gebäude auf der Insel ist ein alter Leuchtturm, der Round Island Light. Der Schifffahrtskanal zwischen Mackinac Island und Round Island, der vom Leuchtturm beleuchtet wird, wird Round Island Channel genannt.
Im 1980er Film Ein tödlicher Traum (Somewhere in Time) wurden Szenen mit Christopher Reeve und Jane Seymour nahe dem Leuchtturm gedreht. Der Leuchtturm ist für Besucher gesperrt.